# Нунація
Нунація (араб. تنوين‎, tanwīn) — діакритичний знак, який пишуть над останньою приголосною іменників та прикметників, здебільшого в неозначеному стані. Цей знак притаманний деяким семітським мовам, зокрема арабській.
| Символ         | ـٌ   | ـٍ   | ـً   |
| Транслітерація | -un | -in | -an |

Існує три варіанти цього діакритика: -un (називний відмінок), -in (родовий відмінок), та -an (знахідний відмінок). Значок ـً найчастіше пишуть у комбінації з‎ аліфом (ـًا‎), та марбутою‎ (ةً) або ізольованою гамзою (ءً‎). Нунація притаманна лише літературній арабській, в розмовних діалектах її немає. Деякі підручники подають навіть літературну мову без цих закінчень.
Оскільки в арабській немає неозначеного артикля, то неозначеними є ті слова, перед якими немає означеного артикля. Через це виникла думка, що нунація є неодмінною ознакою неозначеного стану іменників та прикметників. Проте наявність у слові нунації не обов'язково робить його неозначеним; чимало означених слів (власних назв) мають нунацію, наприклад у виразі: أشهد أن محمداً رسول الله (ʾašhadu ʾanna Muḥammadan rasūlu llāh: «Засвідчую, що Мухаммад є посланцем Всевишнього»), ім'я Мухаммад, означене слово, має нунацію.